# Примирие в Люлингем
Примирието в Люлингем (Leulinghem, според някои източници: Leulinghen) е мирно споразумение от Стогодишната война. То поставя началото на най-продължителния мирен период от 1389 до 1415 г. Сключено е на 18 юни 1389 г. в селото Люлингем в непосредствена близост до английското владение Кале в северна Франция.
От 1387 г. в Англия господства политическа групировка, начело с чичото на крал Ричард II – Томас ъф Удсток. Поначало тя иска подновяване на войната и реванш за изгубването на много земи в Аквитания, но скоро си дава сметка, че страната няма сили за това. В същото време във Франция, където царува младият Шарл VI, на власт идват старите съветници на баща му, оглавявани от Оливие дьо Клисон. Наричани подигравателно „мармузети“, тези хора мъдро предлагат да се сложи край на военните действия. Това е било последното желание на Шарл V и те държат да го изпълнят. Приблизително по едно и също време през 1389 г. Шарл VІ и Ричард ІІ обвявяват, че поемат самостоятелно управлението и бързо стигат до разбирателство. По време на предварителните разговори английските представители правят решителна отстъпка, за да се стигне до успех – отказват се от онова главно искане на доскорошния крал Едуард III неговите владения във Франция да бъдат освободени от васална клетва към френския крал.
Англичаните искат да се плати докрай откупа за Жан II (пленен в битката при Поатие през 1356 г.) и французите приемат. В отговор те настояват да им се върне Кале, но това Ричард ІІ не може да приеме. Оттук нататък бързо се договарят и някои красиви общи инициативи – кръстоносен поход против османците, приключване на Папската схизма и брак на Ричард за малката дъщеря на Шарл VІ Изабел. Само последното е изпълнено.
Примирието е предвидено за три години, но много пъти е подновявано и осигурява дълготраен мир. През 1396 г., докато се договарят подробностите по предвидения брак, Ричард и Шарл се срещат отново. Споразумяват се по още въпроси: англичаните да върнат Брест на бретанския херцог, да се откажат от претенциите си за кастилската корона и да признаят като законен папата в Авиньон. Този момент може да се счита като връх на англо-френското разбирателство.